# Zhaocun
Die Zhaocun-Stätte (chinesisch 爪寸遗址, Pinyin Zhǎocùn yízhǐ, englisch Zhaocun site; manchmal auch Zhuacun-Stätte (Zhuacun site) genannt) ist eine paläolithische Fundstätte in der Nähe des Flusses Luan He am Dorf Zhaocun in Qian’an, Tangshan, im Nordosten der chinesischen Provinz Hebei.
1958 and 1973 wurden in den gräulichen Mergel- und Sandschichten der zweiten Terrasse des Luan He einige Säugetierfossilien sowie Stein- und Knochenartefakte gefunden. Sie stammen aus einer Zeit vor 40.000 Jahren.
Die Zhaocun-Stätte steht seit 2006 auf der Liste der Denkmäler der Volksrepublik China (6-4).